# Nétotxka Nezvànova
Nétotxka Nezvànova (en rus: Неточка Незванова) és una novel·la escrita per l'escriptor Fiódor Dostoievski que es va publicar el 1849. L'obra està escrita en primera persona pel seu personatge principal, Nétotxka Nezvànova. En la seva època, aquesta novel·la va ser molt criticada pel crític literari Belinski, que havia elogiat la primera novel·la de l'autor, Pobra gent, però que es va convertir en un dels crítics més negatius de les seves tres obres següents, amb comentaris com: «Jo, el primer crític de Rússia, m'he portat com un ruc, quina mala passada ens fa als homes la falta de perspectiva». Aquesta obra serviria de preludi per a la detenció de l'autor, que va tenir lloc el 1849 a Omsk, Sibèria.

## Estructura
L'obra ens porta a la infància (en un primer moment) de la Nétotxka, que té un pare violinista en estat d'embriaguesa constant i una mare que perd el dot casant-se amb el seu marit i que mor en la més terrible misèria. Tot i l'actitud del seu pare, la Nétotxka l'estima i el recorda durant la resta de la seva història, que continua després de la mort dels pares, l'adopció a casa del príncep i la tutoria d'Aleksandra Mikhàilovna. Amb aquesta última acaba el relat, quan descobreix una carta que li causarà problemes amb el seu marit, Piotr Aleksàndrovitx.